# 1174 Marmara
Az 1174 Marmara (ideiglenes jelöléssel 1930 UC) a Naprendszer kisbolygóövében található aszteroida. Karl Wilhelm Reinmuth fedezte fel 1930. október 17-én, Heidelbergben.